# Френклин Д. Рузвелт
Френклин Делано Рузвелт (енгл. Franklin Delano Roosevelt; Њујорк, 30. јануар 1882 — Ворм Спрингс, 12. април 1945), је био амерички политичар и тридесет други председник САД (1933—1945). У политику је ушао следећи пример свог рођака Теодора Рузвелта, и постао активан члан Демократске странке. Године 1905. оженио се Елеонор Рузвелт, која ће у наредним годинама постати његов саветник.
Служио је у њујоршком сенату (1910—1913) и као помоћник секретара за морнарицу (1913—1920). Демократска странка кандидовала га је за потпредседника на изборима 1920. године. Наредне године оболео је од парализе: иако није могао да хода, остао је активан у политици. Као 44. гувернер државе Њујорк (1929—1933), основао је државну агенцију за социјалну помоћ у САД. Године 1932. освојио је председничку номинацију демократа уз помоћ Џејмса Фарлија и с лакоћом победио председника Херберта Хувера. У свом инаугуралном обраћању земљи са више од 13 милиона незапослених, рекао је да је „једина ствар које треба да се плашимо сам страх“. Конгрес је одобрио већину промена којим је он тежио у свом програму Нови договор у првих сто мандата. Великом већином поново је изабран 1936, а противкандидат му је био Алф Ландон.
Да би разрешио правне изазове постављене пред Нови договор, предложио је проширење Врховног суда, али је његов план за уређење („Паковање“) суда побудило велико противљење и одбачен је. До краја 30-их година XX века економски опоравак се успорио, али је Рузвелт био све више забринут због ратне претње. По трећи пут, што је тада било без преседана, изабран је 1940. победивши на изборима Вендела Вилкија. Развио је програм зајма и најма за помоћ америчким савезницима, нарочито Уједињеном Краљевству, у првим годинама Другог светског рата.
Године 1941. састао се са Винстоном Черчилом да би израдили Атлантску повељу. Уласком САД у рат, Рузвелт је мобилисао индустрију за производњу војне опреме и формирао алијансу са Британијом и Совјетским Савезом; састао са Черчилом и Јосифом Стаљином на конференцији о ратној политици у Техерану (1943) и на Јалти (1945). Упркос све слабијем здрављу, освојио је четврти мандат против Томаса Дјуија (1944), али је убрзо после тога умро.

## Живот и дело
Франклин Делано Рузвелт рођен је 30. јануара 1882. године. Политком је почео да се бави 1907. године, а већ 1910. изабран је за сенатора савезне државе Њујорк на листи Демократске странке. Председник Вилсон именовао га је 1913. подсекретаром морнарице. На тој дужности је остао до 1920. године када је Демократска странка изгубила изборе. Иако оболео од парализе 1921. наставио је политичку делатност‍:236, те је 1928. године изабран за гувернера савезне државе Њујорк. На конвенцији Демократске странке 1931. изабран је за председничког кандидата. На изборима 1932. године Франклин Делано Рузвелт односи надмоћну победу - само шест држава није гласало за њега. На председничкој инаугурацији 1933. у марту обећао је Њу дил (социјалне мере у време дубоке економске кризе које су му донеле велику популарност) и изрекао, касније чувену, реченицу:
Допустите да изнесем своје чврсто веровање како се треба бојати једино страха самога.
Са Њу дилом Рузвелт је покренуо кампању радикалних мера за оздрављење националне привреде. Кампања је укључивала масовни програм јавних радова (бране, шуме, аутоцесте) који су финансирани из савезног буџета. Ови радови омогућили су запошљавање неколико милиона људи. Уз то реорганизиран је банковни систем, уведено је осигурање за незапослене и старосна пензија. Такође је изменио политику Сједињених Држава према државама Средње и Јужне Америке у политику доброг суседства. Три године пре поновног избора за предсједника Сједињених Држава, тачније 1933. године, са Совјетским Савезом успоставља дипломатске односе.
Године 1940. трећи се пут кандидирао за председника Сједињених Држава, што је то дотада било незабележено у америчкој историји. У августу 1941. Рузвелт и Черчил састали су се у Плацентија Бају у Њуфаундленду (Канада) и саставили Атлантску повељу која је садржавала четири тзв. Рузвелтова правила која је исте године објавио у Повељи о четири слободе: мисли, вере, од беде и од страха. Атлантска повеља значила је зачетак Уједињених народа. С Черчилом је потписао и Закон о зајму и најму којим је омогућио америчку помоћ у борби против Сила Осовине.
У новембру 1944. године по четврти пут побеђује на председничким изборима. Већ приликом сусрета на Јалти (у фебруару 1945. године) с Черчилом и Стаљином видно је био болестан. Тада га је прегледао Черчилов лекар и дао му мање од шест месеци живота. Преминуо је 17. априла 1945. од излива крви у мозак у Ворм Спрингсу у савезној држави Џорџији. Покопан је у Вашингтону. Постхумно по њему је назван један носач авиона америчке морнарице. Такође постхумно 1948. године у Лондону му је откривен споменик на једном од лондонских тргова. Споменик је на свечаном отварању открила Рузвелтова супруга Ана Еленора Рузвелт.

### Биографије
- Black, Conrad (2005) [2003]. Franklin Delano Roosevelt: Champion of Freedom (interpretive detailed biography). PublicAffairs. ISBN 978-1-58648-282-4..
- Brands, HW (2009). Traitor to His Class: The Privileged Life and Radical Presidency of Franklin Delano Roosevelt. Doubleday. ISBN 978-0-385-51958-8.: despite the title, a highly favorable biography by scholar. Plus Author Webcast Interview at the Pritzker Military Library on January 22, 2009
- Burns, James MacGregor (1956). Roosevelt. 1. Easton Press. ISBN 978-0-15-678870-0.
- ——— (1970). Roosevelt: the soldier of freedom. 2. Harcourt Brace Jovanovich. ISBN 978-0-15-678870-0. hdl:2027/heb.00626..
- Cook, Blanche Wiesen (1992). Eleanor Roosevelt. 1. Penguin. ISBN 978-0-14-009460-2.
- Daniels, Roger (2015). Franklin D. Roosevelt: Road to the New Deal, 1882-1939. University of Illinois Press. ISBN 978-0-252-03951-5..
- Davis, Kenneth S (1972). FDR: The Beckoning of Destiny, 1882–1928 (popular biography). Putnam. ISBN 978-0-399-10998-0..
- Freidel, Frank (1952), Franklin D. Roosevelt, 4 volumes, OCLC 459748221: the most detailed scholarly biography; ends in 1934.
  - Frank Freidel, (vol 1 1952) to 1918; Franlkin D. Roosevelt The Apprenticeship.
  - Frank Freidel, (1954). Franklin D. Roosevelt The Ordeal., covers 1919 to 1928
  - Frank Freidel, (1956). Franklin D. Roosevelt The Triumph. covers 1929-32 online
- ——— (1990). Franklin D. Roosevelt: A Rendezvous with Destiny (scholarly biography). one volume. Little, Brown. ISBN 978-0-316-29260-3.; covers entire life.
- Goodwin, Doris Kearns (1995). No Ordinary Time: Franklin and Eleanor Roosevelt: The Home Front in World War II. Simon & Schuster. ISBN 978-0-684-80448-4.; popular joint biography
- Gunther, John (1950), Roosevelt in Retrospect, Harper & Brothers
- Jenkins, Roy (2003). Franklin Delano Roosevelt (short bio from British perspective). Macmillan. ISBN 978-0-8050-6959-4..
- Lash, Joseph P (1971). Eleanor and Franklin: The Story of Their Relationship Based on Eleanor Roosevelt's Private Papers (history of a marriage). Norton. ISBN 978-0-393-07459-8..
- Morgan, Ted (1985). FDR: A biography (popular biography). Simon and Schuster. ISBN 978-0-671-45495-1..
- Pederson, William D (2011), A Companion to Franklin D. Roosevelt, Companions to American History, Blackwell; 35 essays by scholars. online
- Rowley, Hazel (2010). Franklin and Eleanor: An Extraordinary Marriage. Farrar, Straus & Giroux. ISBN 978-0-374-15857-6.
- Siracusa, Joseph M.; Coleman, David G. (2002). Depression to Cold War: a history of America from Herbert Hoover to Ronald Reagan. Greenwood Publishing. ISBN 978-0-275-97555-5.
- Smith, Jean Edward (2007). FDR. New York: Random House. ISBN 978-1-4000-6121-1.
- Tully, Grace (2005). Franklin Delano Roosevelt, My Boss. Kessinger Publishing. ISBN 978-1-4179-8926-3.
- Ward, Geoffrey C (1985). Before The Trumpet: Young Franklin Roosevelt, 1882–1905. Harper & Row. ISBN 978-0-06-015451-6.
- ——— (1992). A First-Class Temperament: The Emergence of Franklin Roosevelt (popular biography). Harper & Row. ISBN 978-0-06-016066-1.: covers 1905–32.
- Winkler, Allan M. (2006). Franklin D. Roosevelt and the Making of Modern America. Longman. ISBN 978-0-321-41285-0.

### Академске студије
- Alter, Jonathan (2006). The Defining Moment: FDR's Hundred Days and the Triumph of Hope (popular history). Simon & Schuster. ISBN 978-0-7432-4600-2..
- Badger, Anthony (2008). FDR: The First Hundred Days. Farrar, Straus and Giroux. ISBN 978-0-8090-4441-2. 200 pp; overview by leading British scholar.
- Beasley, Maurine, ур. (2001). The Eleanor Roosevelt Encyclopedia. et al. Bloomsbury Academic. ISBN 978-0-313-30181-0. Архивирано из оригинала 11. 02. 2009. г. Приступљено 02. 04. 2017..
- Bellush, Bernard (1955). Franklin D. Roosevelt as Governor of New York. LCCN 55006181. Архивирано из оригинала 11. 02. 2009. г. Приступљено 02. 04. 2017.
- Brinkley, Douglas G. (15. 3. 2016). Rightful Heritage: Franklin D. Roosevelt and the Land of America. HarperCollins. ISBN 978-0062089236.
- Collins, Robert M. (2002). More: The Politics of Economic Growth in Postwar America. Oxford University Press. ISBN 978-0-19-515263-0.
- Graham, Otis L; Wander, Meghan Robinson, ур. (1985). Franklin D. Roosevelt: His Life and Times (encyclopedia). ISBN 978-0-8161-8667-9..
- Hawley, Ellis (1995). The New Deal and the Problem of Monopoly. Fordham University Press. ISBN 978-0-8232-1609-3.
- Jordan, David M (2011). FDR, Dewey, and the Election of 1944. Bloomington: Indiana University Press. ISBN 9780253356833..
- Kennedy, David M (1999). Freedom From Fear: The American People in Depression and War, 1929–1945 (wide-ranging survey of national affairs by leading scholar; Pulitzer Prize). ISBN 978-0-19-503834-7..
- ——— (2009), „What the New Deal Did”, Political Science Quarterly, 124 (2): 251—68, doi:10.1002/j.1538-165x.2009.tb00648.x.
- Leuchtenburg, William E. (1963). Franklin D. Roosevelt and the New Deal, 1932–1940. Harpers. ISBN 978-0-06-133025-4.
- ——— (2005), „Showdown on the Court”, Smithsonian (fulltext), Ebsco, 36 (2): 106—13, ISSN 0037-7333.
- ——— (2009). In the Shadow of FDR: From Harry Truman to Barack Obama. Ithaca, NY: Cornell University Press. ISBN 9780801448553., his long-term influence
- McMahon, Kevin J (2004). Reconsidering Roosevelt on Race: How the Presidency Paved the Road to Brown. University of Chicago Press. ISBN 978-0-226-50088-1..
- Miscamble, Wilson D. (2007). From Roosevelt to Truman: Potsdam, Hiroshima, and the Cold War. Cambridge University Press. ISBN 978-0-521-86244-8.
- Parmet, Herbert S; Hecht, Marie B (1968), Never Again: A President Runs for a Third Term, Questia, on 1940 election.
- Pederson, William D (2011). A Companion to Franklin D. Roosevelt. Chichester, West Sussex, U.K.: Wiley-Blackwell. ISBN 9781444330168.; essays by scholars covering major historiographical themes. online
- Rauchway, Eric (2008). The Great Depression and The New Deal; A Very Short Introduction. Oxford University Press, USA. ISBN 978-0-19-532634-5., balanced summary
- Ritchie, Donald A (2007). Electing FDR: The New Deal Campaign of 1932. University Press of Kansas. ISBN 978-0-7006-1687-9..
- Rosen, Elliot A (2005). Roosevelt, the Great Depression, and the Economics of Recovery. University of Virginia Press. ISBN 978-0-8139-2368-0..
- Schlesinger, Arthur M. Jr (1957), The Age of Roosevelt, 3 volumes, OCLC 466716, the classic narrative history. Strongly supports FDR.
- Shaw, Stephen K; Pederson, William D; Williams, Frank J, ур. (2004). Franklin D. Roosevelt and the Transformation of the Supreme Court. M.E. Sharpe. ISBN 978-0-7656-1033-1..
- Sitkoff, Harvard (1978). A New Deal for Blacks. Oxford University Press. ISBN 978-0-19-502418-0.
- Sitkoff, Harvard, ур. (1985). Fifty Years Later: The New Deal Evaluated (essays by scholars). Knopf. ISBN 978-0-394-33548-3..

### Спољња политика и Други светски рат
- Berthon, Simon; Potts, Joanna (2007). Warlords: An Extraordinary Re-creation of World War II Through the Eyes and Minds of Hitler, Churchill, Roosevelt, and Stalin. Da Capo Press. ISBN 978-0-306-81538-6.
- Beschloss, Michael (2002). The Conquerors: Roosevelt, Truman, and the destruction of Hitler's Germany, 1941–1945. New York: Simon & Schuster. ISBN 978-0-684-81027-0.
- Burns, James MacGregor (1970). Roosevelt: The Soldier of Freedom. San Diego: Harcourt Brace Jovanovich. ISBN 978-0-15-178871-2.
- Churchill, Winston (1977). The Grand Alliance. Houghton Mifflin Harcourt. ISBN 978-0-395-41057-8.
- Cole, Wayne S (1957), „American Entry into World War II: A Historiographical Appraisal”, The Mississippi Valley Historical Review, JStor, 43 (4): 595—617, JSTOR 1902275, doi:10.2307/1902275.
- Dallek, Robert (1995). Franklin D. Roosevelt and American Foreign Policy, 1932–1945. Oxford University. ISBN 978-0-19-509732-0.
- Glantz, Mary E (2005). FDR and the Soviet Union: The President's Battles over Foreign Policy. University Press of Kansas. ISBN 978-0-7006-1365-6..
- Hamilton, Nigel (2014). The Mantle of Command: FDR at War, 1941–1942. Houghton Mifflin Harcourt. 514 pp.
- Heinrichs, Waldo (1988). Threshold of War. Franklin Delano Roosevelt and American Entry into World War II. Oxford University Press. ISBN 978-0-19-504424-9..
- Kaiser, David (8. 4. 2014). No End Save Victory: How FDR Led the Nation into War. Basic Books. ISBN 978-0465019823.
- Kimball, Warren (1991). The Juggler: Franklin Roosevelt as World Statesman. Princeton University Press. ISBN 978-0-691-04787-4..
- Langer, William; Gleason, S Everett (1952), The Challenge to Isolation, 1937–1940, OCLC 1448535. The Undeclared War, 1940–1941 (1953) OCLC 404227. highly detailed and influential two-volume semi-official history
- Mayers, David. FDR's Ambassadors and the Diplomacy of Crisis: From the Rise of Hitler to the End of World War II (2013)
- Larrabee, Eric (1987). Commander in Chief: Franklin Delano Roosevelt, His Lieutenants, and Their War. Harper & Row. ISBN 978-0-06-039050-1.. Detailed history of how FDR handled the war.
- Reynolds, David (2006). From World War to Cold War: Churchill, Roosevelt, and the International History of the 1940s. OUP Oxford. ISBN 978-0-19-928411-5.
- Sainsbury, Keith (1994). Churchill and Roosevelt at War: The War They Fought and the Peace They Hoped to Make. New York University Press. ISBN 978-0-8147-7991-0.
- Sherwood, Robert E (1949) [1950], Roosevelt and Hopkins: an Intimate History, Harper, ISBN 9780060138455, hdl:2027/heb.00749, Pulitzer Prize.
- Weinberg, Gerhard L (1994). A World at Arms: A Global History of World War II. ISBN 978-0-521-44317-3. hdl:2027/heb.00331.. Overall history of the war; strong on diplomacy of FDR and other main leaders.
- Woods, Randall Bennett (1990). A Changing of the Guard: Anglo-American Relations, 1941–1946. UNC Press Books. ISBN 978-0-8078-1877-0..

### Критика
- Barnes, Harry Elmer (1953), Perpetual War for Perpetual Peace: A Critical Examination of the Foreign Policy of Franklin Delano Roosevelt and Its Aftermath, OCLC 457149. A revisionist blames FDR for inciting Japan to attack.
- Best, Gary Dean (1991). Pride, Prejudice, and Politics: Roosevelt Versus Recovery, 1933–1938. Praeger. ISBN 978-0-275-93524-5.; summarizes newspaper editorials.
- Best, Gary Dean (2002). The Retreat from Liberalism: Collectivists versus Progressives in the New Deal Years. Praeger. ISBN 9780275946562. criticizes intellectuals who supported FDR.
- Breitman, Richard; Lichtman, Allan J (2013). FDR and the Jews. Harvard University Press. ISBN 9780674050266. OCLC 812248674., 433 pp.
- Conkin, Paul K (1975). New Deal. New York: Crowell. ISBN 978-0-690-00810-4., critique from the left.
- Doenecke, Justus D; Stoler, Mark A (2005). Debating Franklin D. Roosevelt's Foreign Policies, 1933–1945. Lanham: Rowman & Littlefield. ISBN 978-0-8476-9415-0.
- Feingold, Henry L (1970). The Politics of Rescue: The Roosevelt Administration and the Holocaust, 1938–1945. Rutgers University Press. ISBN 978-0-8135-0664-7. OCLC 98997..
- Flynn, John T (1948), The Roosevelt Myth, former FDR supporter condemns all aspects of FDR.
- Moley, Raymond (1939), After Seven Years (insider memoir by Brain Truster who became conservative).
- Russett, Bruce M (1997), No Clear and Present Danger: A Skeptical View of the United States Entry into World War II (2nd изд.), says US should have let USSR and Germany destroy each other.
- Plaud, Joseph J (2005), Historical Perspectives on Franklin D. Roosevelt, American Foreign Policy, and the Holocaust, The FDR American Heritage Center Museum, Архивирано из оригинала 12. 01. 2014. г., Приступљено 01. 09. 2021.
- Powell, Jim (2003). FDR's Folly: How Roosevelt and His New Deal Prolonged the Great Depression. Crown Forum. ISBN 978-0-7615-0165-7..
- Robinson, Greg (2001), By Order of the President: FDR and the Internment of Japanese Americans says FDR's racism was primarily to blame.
- Schivelbusch, Wolfgang (2006), Three New Deals: Reflections on Roosevelt's America, Mussolini's Italy, and Hitler's Germany, 1933–1939, compares populist and paternalist features.
- Smiley, Gene (1993), Rethinking the Great Depression (short essay) by libertarian economist who blames both Hoover and FDR.
- Wyman, David S (1984), The Abandonment of the Jews: America and the Holocaust 1941–1945, Pantheon Books. Attacks Roosevelt for passive complicity in allowing Holocaust to happen.

### Реторика
- Braden, Waldo W; Brandenburg, Earnest, ур. (1955), „Roosevelt's Fireside Chats”, Communication Monographs, 22 (5): 290—302, doi:10.1080/03637755509375155.
- Buhite, Russell D; Levy, David W, ур. (1993), FDR's Fireside Chats.
- Craig, Douglas B (2005), Fireside Politics: Radio and Political Culture in the United States, 1920–1940.
- Crowell, Laura (1952), „Building the 'Four Freedoms' Speech”, Communication Monographs, 22 (5): 266—83, doi:10.1080/03637755509375153.
- ——— (1950), „Franklin D. Roosevelt's Audience Persuasion in the 1936 Campaign”, Communication Monographs, 17: 48—64, doi:10.1080/03637755009374997.
- Houck, Davis W (2002), FDR and Fear Itself: The First Inaugural Address, Texas A&M UP.
- ——— (2001), Rhetoric as Currency: Hoover, Roosevelt, and the Great Depression, Texas A&M University Press.
- Roosevelt, Franklin D. (2005). My Friends. Kessinger Publishing. ISBN 978-1-4179-9610-0.
- Ryan, Halford Ross (1979), „Roosevelt's First Inaugural: A Study of Technique”, Quarterly Journal of Speech, 65 (2): 137—49, doi:10.1080/00335637909383466.
- ——— (1988), Franklin D. Roosevelt's Rhetorical Presidency, Greenwood Press.
- Stelzner, Hermann G (1966), „'War Message,' December 8, 1941: An Approach to Language”, Communication Monographs, 33 (4): 419—37, S2CID 144612750, doi:10.1080/03637756609375508.

### Историографија
- Hendrickson, Jr., Kenneth E. "FDR Biographies," in William D. Pederson, ed. A Companion to Franklin D. Roosevelt (2011) pp. 1–14 online
- Provizer, Norman W. "Eleanor Roosevelt Biographies," in William D. Pederson, ed. A Companion to Franklin D. Roosevelt (2011) pp. 15–33 online

#### Примарни извори
- Statistical Abstract of the United States (PDF), Bureau of the Census, 1951; full of useful data
- Historical Statistics of the United States: Colonial Times to 1970, Bureau of the Census, 1976.
- Cantril, Hadley; Strunk, Mildred, ур. (1951), Public Opinion, 1935–1946, massive compilation of many public opinion polls from the USA.
- Gallup, George Horace, ур. (1972), The Gallup Poll; Public Opinion, 1935–1971, 3 vol, summarizes results of each poll as reported to newspapers.
- Loewenheim, Francis L; Langley, Harold D, ур. (1975), Roosevelt and Churchill: Their Secret Wartime Correspondence.
- Moley, Raymond (1939), After Seven Years (memoir) by key Brain Truster
- Nixon, Edgar B, ур. (1969), Franklin D Roosevelt and Foreign Affairs (3 vol), covers 1933–37. 2nd series 1937–39 available on microfiche and in a 14 vol print edition at some academic libraries.
- Roosevelt, Franklin Delano (1945) [1938],  Rosenman, Samuel Irving, ур., The Public Papers and Addresses of Franklin D. Roosevelt (public material only (no letters); covers 1928–1945), 13 volumes.
- ——— (1946),  Zevin, BD, ур., Nothing to Fear: The Selected Addresses of Franklin Delano Roosevelt, 1932–1945 (selected speeches).
- ——— (2005) [1947].  Taylor, Myron C, ур. Wartime Correspondence Between President Roosevelt and Pope Pius XII (reprint). Prefaces by Pius XII and Harry Truman. Kessinger Publishing. ISBN 978-1-4191-6654-9..